# مسجد المدينة التعليمية
مسجد المدينة التعليمية (مسجد QFIS) هو المسجد الوطني لـالمدينة التعليمية في الريان في قطر. يقع المسجد في مبنى المئذنتين، الذي يستند على خمسة أعمدة كبيرة تمثل أركان الإسلام الخمسة، مع وجود آية قرآنية على كل عمود. تم تصميم المسجد من قبل الفريق المعماري لمهندسي مانجيرا إيفارز.

## معرض الصور

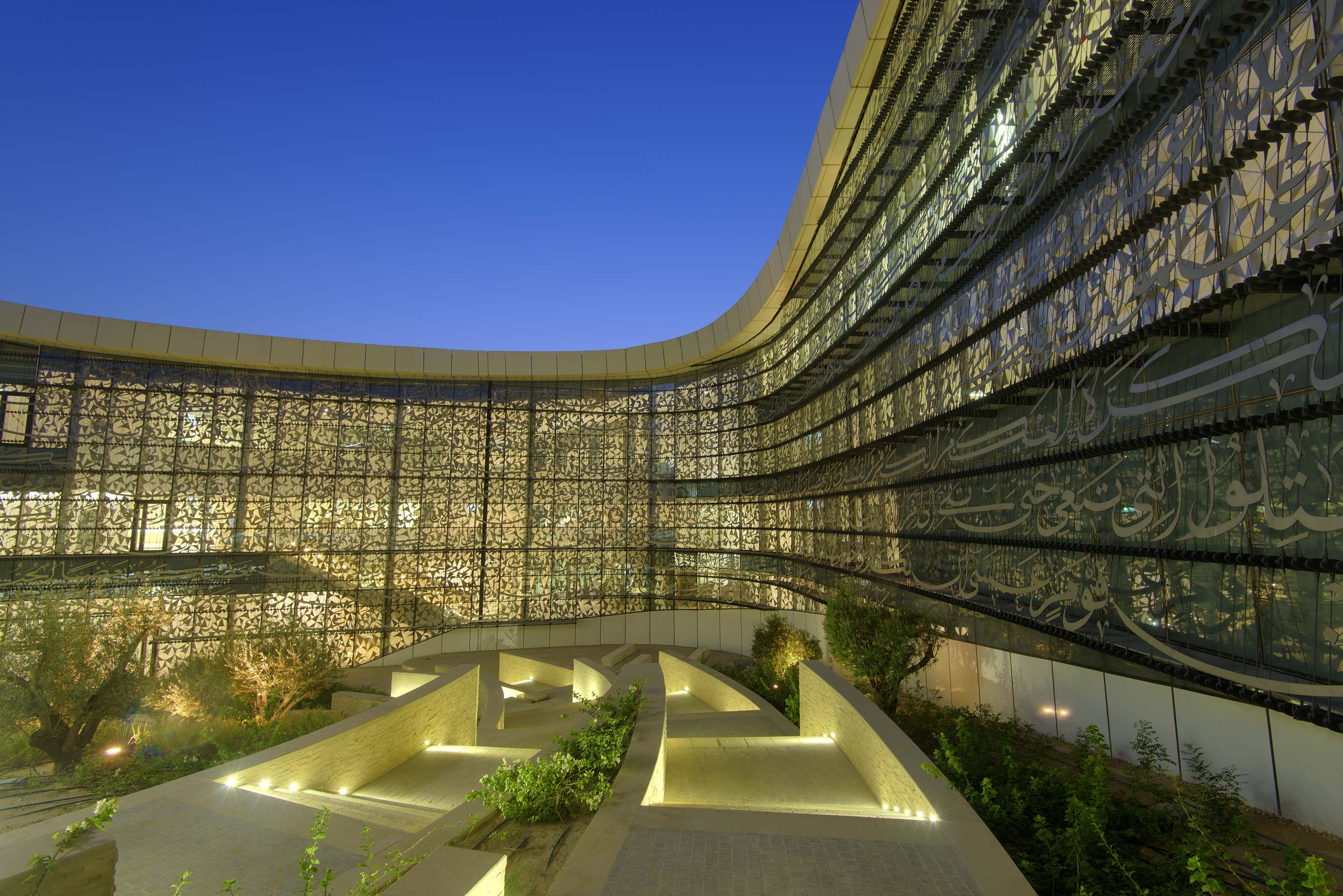
سلم في فناء مسجد المدينة التعليمية.
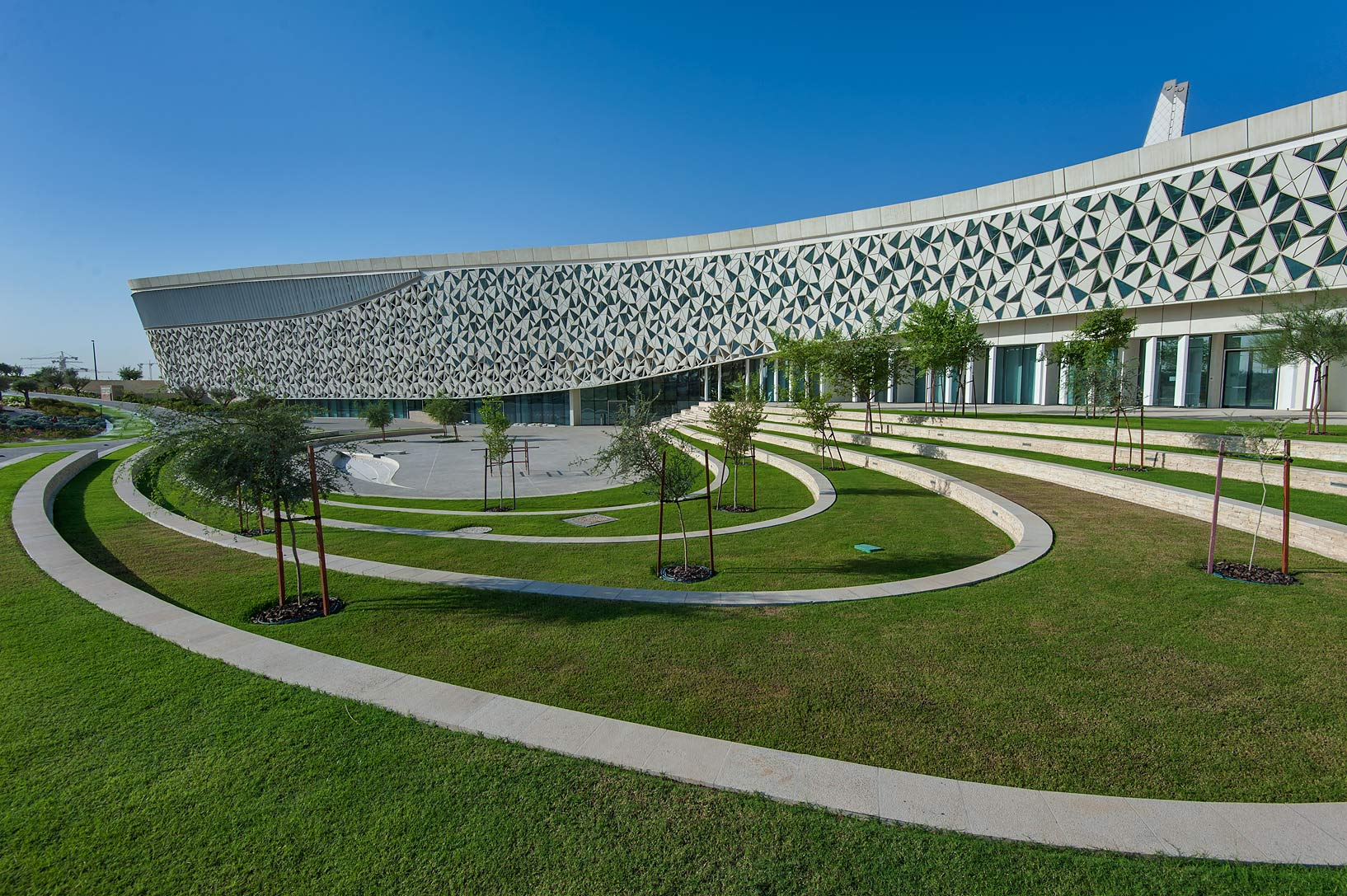
العشب في فناء مسجد المدينة التعليمية.
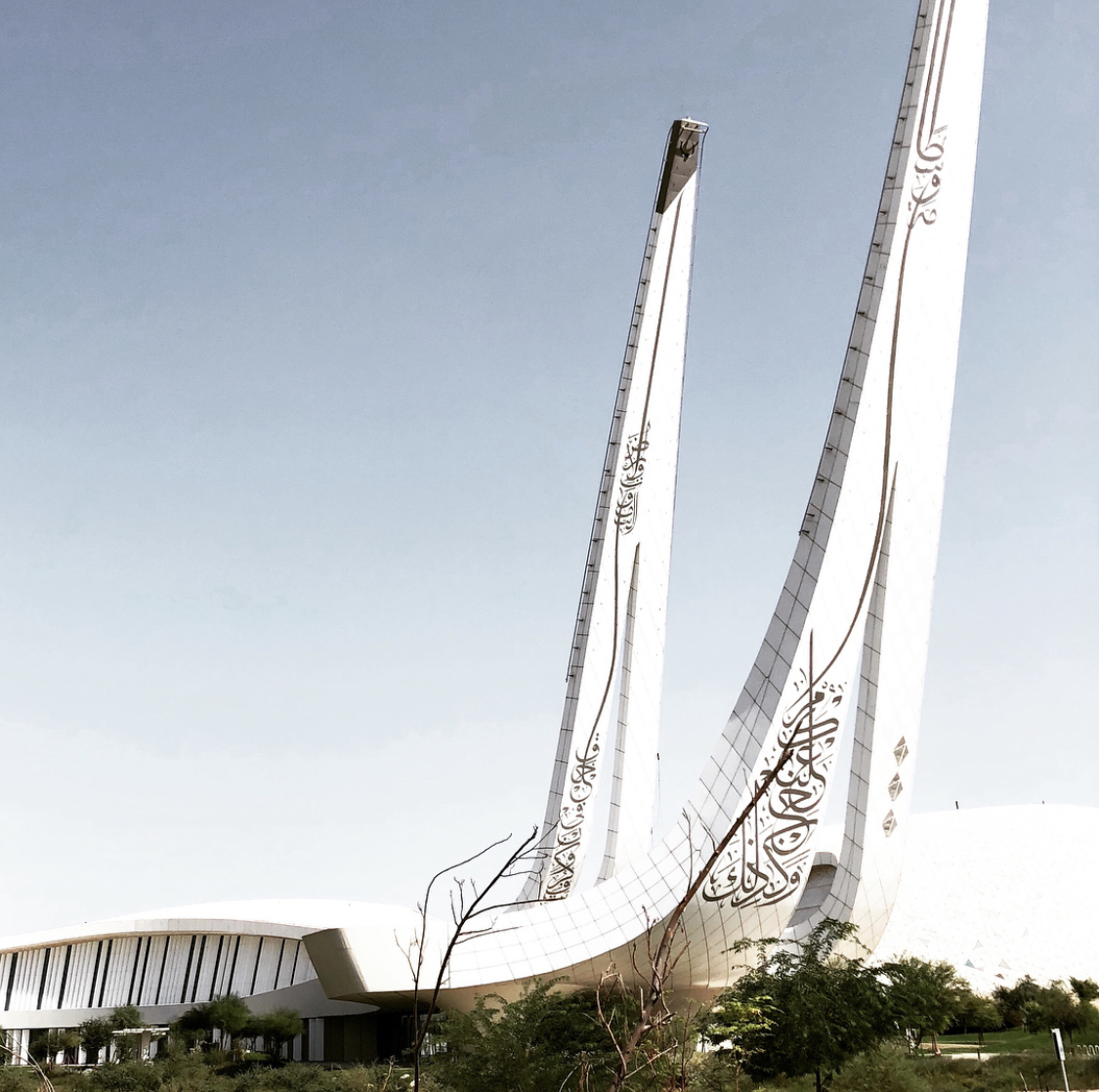
مئذنة مسجد المدينة التعليمية.